# Pinggang, Guangdong
Pinggang (kinesiska: 平冈) är en köping i sydöstra Kina. Den ligger i stadsdistriktet Jiangcheng i staden Yangjiang i provinsen Guangdong, omkring 210 kilometer sydväst om provinshuvudstaden Guangzhou. Antalet invånare är 65 549. Befolkningen består av 31 808 kvinnor och 33 741 män. Barn under 15 år utgör 18,0 %, vuxna 15-64 år 69 %, och äldre över 65 år 12,0 %.